# Четверики
Четверики — опустевшая деревня в Зуевском районе Кировской области в составе Кордяжского сельского поселения.

## География
Находится на расстоянии примерно 8 километров на запад-северо-запад от районного центра города Зуевка.

## История
Известна с 1678 года, когда здесь было учтено 6 дворов, в 1719 году учтено 18 душ мужского пола. В 1873 году отмечено дворов 13 и жителей 105, в 1905 23 и 196, в 1926 37 и 210, в 1950 25 и 105. В 1989 году 2 жителя. 

## Население
Постоянное население  составляло не было учтено как в 2002 году, так и в 2010.